# Majevica

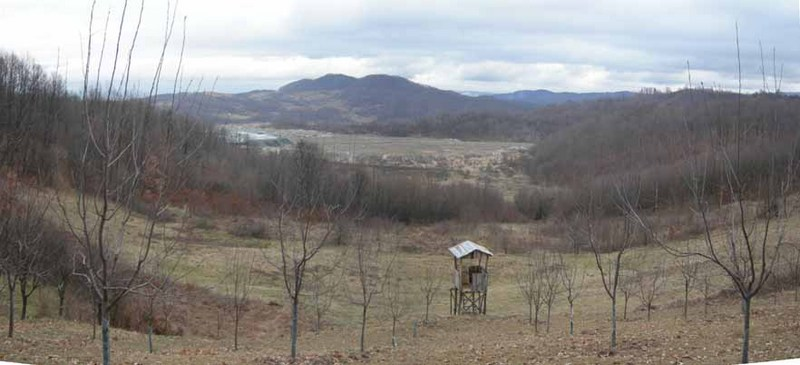
Majevica

Majevica ( pronounced   ) é uma cadeia de montanhas baixas no nordeste da Bósnia e Herzegovina . Está situado entre Semberija, Posavina e Tuzla . Seu pico mais alto é Stolice, a 16 quilômetros a leste de Tuzla, na parte sudeste da cordilheira. A maioria da cordilheira está localizada na Federação da Bósnia e Herzegovina e parte dela está na República Sérvia. Sua maioria é florestada.
A área é habitada desde os tempos pré-históricos e até os tempos de hoje é povoada, com cidades e vilarejos localizados ao longo da base, como Srebrenik, Lopare, Čelić, Kalesija e o centro regional de Tuzla.